# TNK
Pour l’article homonyme, voir TNK (homonymie).
TNK[pourquoi ?] (ТНК en russe) est une compagnie pétrolière russe située dans l'oblast de Tioumen. Elle gère la production et le raffinage du pétrole et du gaz en Russie ainsi que la vente des hydrocarbures et produits dérivés. Elle est aujourd'hui détenue par TNK-BP.